# Strážske
Strážske (hongrois : Őrmező) est une ville de la région de Košice, en Slovaquie, dans l'ancien comitat hongrois de Zemplín.

## Histoire
La première mention écrite de la ville remonte à 1337.

## Démographie

### Évolution de la population
| Année:               | 1994. | 2004.   | 2014.   | 2024.   |
| -------------------- | ----- | ------- | ------- | ------- |
| Nombre de personnes: | 4427  | 4455    | 4398    | 4166    |
| Différence:          |       | +0,63 % | -1,27 % | -5,27 % |

| Année:               | 2023. | 2024.   |
| -------------------- | ----- | ------- |
| Nombre de personnes: | 4191  | 4166    |
| Différence:          |       | -0,59 % |

## Quartiers
- Strážske
- Krivošťany
- Pláne

## Politique
| Nom               | Parti politique | Date de l'élection | Fin du mandat |
| ----------------- | --------------- | ------------------ | ------------- |
| Vladimír Dunajčák | SNS,KDH         | 02.12.2006         | Déc. 2010     |

## Jumelages
- Nieporęt (Pologne)
- Drahanská vrchovina (cs) (Tchéquie)
- Dolna Banya (Bulgarie)